# Račvasti uzgoj
Račvasti uzgoj (tal.: Alberello) ili uzgoj na krakove-rogove je najrasprostranjeniji način uzgoja vinove loze koji se tradicionalno izvodi u malim vinogradima u uvjetima ograničene dostupnosti vode i nutrijenata ili nepovoljne klime. On daje dobre rezultate u siromašnim tlima gdje plod na lozi nastaje od prvih bazalnih pupova. Ovaj uzgoj je antičkog podrijetla i snažno je povezan s tradicionalnim vinorodnim područjima Sredozemlja. U Hrvatskoj je najviše proširen u vinogradarskom području Primorske Hrvatske.
Danas je ovaj termin usvojen i u vrtlarstvu gdje se odnosi na određene vrste uzgoja ukrasnog grmovitog ili gustog bilja.
Osnovna osobina ovog uzgoja u vinogradarstvu je da se na stablu (panju) uzgoji 3-5 krakova raspoređenih u prostoru u obliku pehara (niskog stabla) ili najčešće - vaze (visine 40–50 cm). Na svakom se kraku nalazi po jedan reznik (brk ili glava) s po 2-3 pupa. Rijetko se ostavlja i lucanj (luk, maca, pistola).
Redoviti se rez sastoji u tome, da na svakom kraku ostavimo samo po jedan reznik s 2-3 pupa. Sa starog drva "uklonimo" izboje. U pravilu se odbacuju gornje rozgve s komadima dvogodišnjeg drva (prošlogodišnjeg reznika), a donja se rozgva reže na 2-3 pupa.
Na sicilijanskom otoku Pantelleria u uporabi je posebno kratki račvasti uzgoj loze Zibibbo koji ima vrlo kratko deblo i 4-10 prilično duge grane s vrlo kratkim ograncima (najviše 2 pupa). Usvojen u prošlosti u Kalabriji i Siciliji, sada je u potpunosti napušten jer umanjuje „vitalnost polena” uz osipanje cvata i na koncu smanjuje vegetativni porast i rodnost čokota u „dobroj kondiciji”.